# Andrzej Wołkowski
Andrzej Karol Wołkowski (ur. 14 lutego 1913 w Krakowie, zm. 4 marca 1995 tamże) – polski hokeista, olimpijczyk z Garmisch-Partenkirchen 1936, trener.

## Życiorys
Karierę rozpoczął w drużynie Sokół Kraków (1929–1932), następnie występował w Cracovii (1933-1939, 1946-1947), Ogniwie i Gwardii Kraków (1948-1958) oraz Spójni i Sparcie Nowy Targ (1953–1954).
Trzykrotny mistrz Polski w barwach Cracovii (1937, 1946, 1947). W barwach reprezentacji Polski rozegrał 56 meczów w latach 1933–1947 (zdobył w nich 31 goli). Uczestnik sześciu turniejów mistrzostw Świata: 1933, 1935, 1937, 1938, 1939, 1947. Dwa razy był wybierany do drużyny gwiazd turniejów MŚ. Na igrzyskach olimpijskich w Garmisch-Partenkirchen w 1936 wraz z kadrą zajął 9. miejsce. W 1939 wystąpił w meczu Europa – Kanada.
W 1949 podczas pokazowego meczu z radziecką drużyną CSKA Moskwa zderzył się nieszczęśliwie z zawodnikiem przeciwników, Wsiewołodem Bobrowem, wskutek czego doznał wstrząśnienia mózgu i przebywał wiele tygodni w moskiewskim szpitalu.
W 1949 ukończył kurs instruktorów hokeja na lodzie. Po zakończeniu kariery sportowej od 1950 został trenerem. Był szkoleniowcem drużyn Podhale Nowy Targ, od 1956 Piasta Cieszyn (w 1957 uzyskał awans do I ligi). Był również trenerem GKS Katowice, z którym w sezonie 1964/1965 zdobył mistrzostwo Polski. Przed 1970 był szkoleniowcem reprezentacji Jugosławii. Od listopada 1970 do 1972 był trenerem Stali Sanok, z którą w 1971 uzyskał awans do II ligi. Trenował także Stilon Gorzów Wielkopolski. Był członkiem Rady Trenerów PZHL (od 1952) i wraz z Władysławem Wiro-Kiro, selekcjonerem reprezentacji Polski (1957-1958).
Swoją karierę sportową opisał w książce W pogoni za krążkiem, wydanej w 1956. Został odznaczony Krzyżem Kawalerskim Orderu Odrodzenia Polski. Był żonaty, miał syna. Został pochowany na cmentarzu Rakowickim (kwatera BA, wsch.).

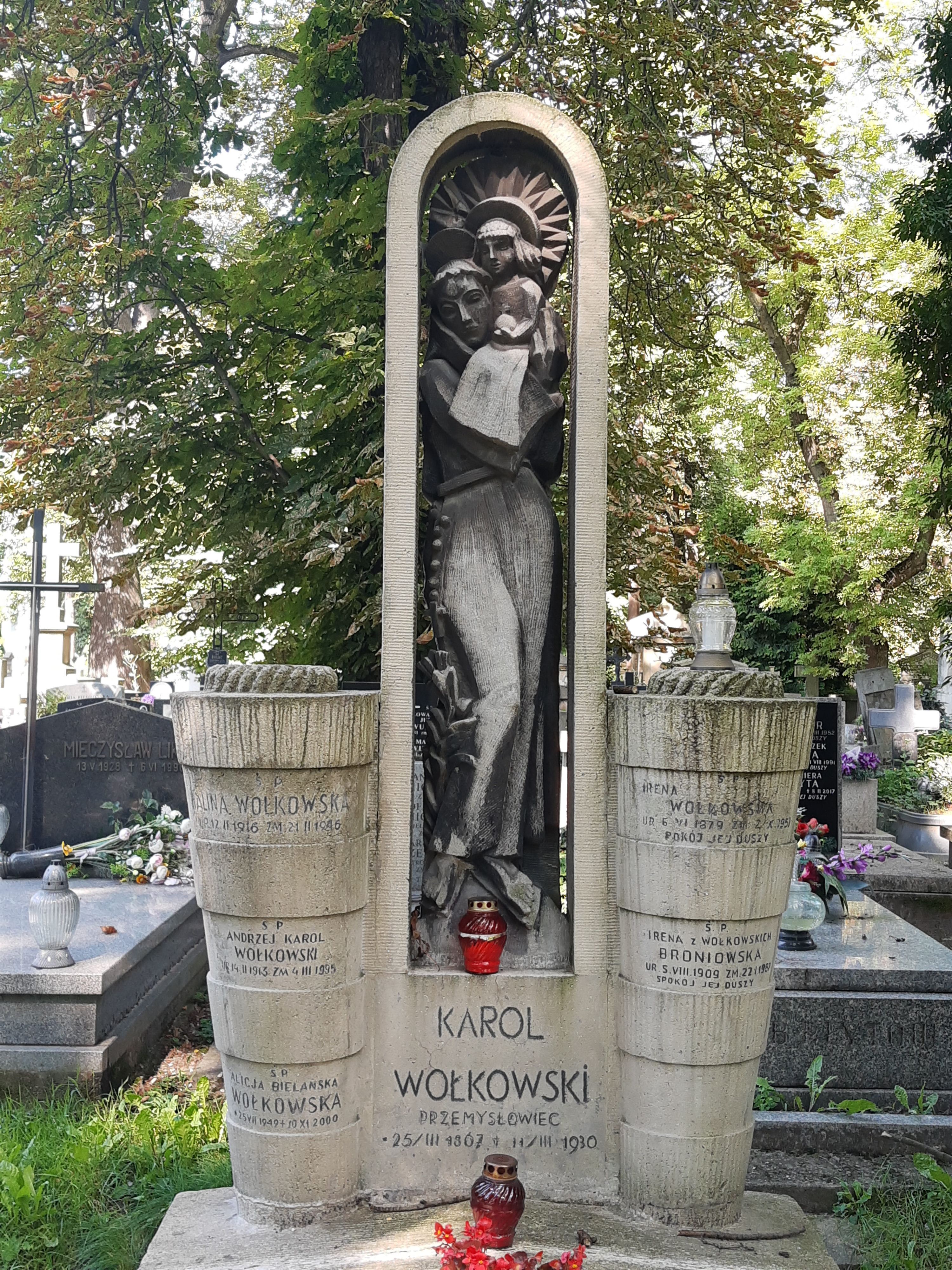
Nagrobek Andrzeja Wołkowskiego